# Louise (opéra)
Pour les articles homonymes, voir Louise.
Louise est un opéra en quatre actes et cinq tableaux de Gustave Charpentier, créé le 2 février 1900 sur la scène de l'Opéra-Comique. Le compositeur souhaitait qualifier son œuvre de « roman musical » revendiquant avoir su réunir la partie descriptive de l’œuvre à sa dimension dramatique symbolisée par l'action et son déroulement. C'est le premier opéra naturaliste. 

## Historique
Gustave Charpentier, élève de Jules Massenet, se fait connaître en 1892 avec sa « symphonie-drame » pour voix, chœur et orchestre, La Vie du poète. La composition de Louise est déjà commencée alors, débutée lors de son séjour à la Villa Médicis vers 1888 et achevée qu'en 1893. Officiellement écrit par Gustave Charpentier, le livret serait écrit en étroite collaboration avec Saint-Pol-Roux, poète symboliste, inspirateur des surréalistes, qui moyennant le prix de onze mille francs-or, cède tous les droits à Gustave Charpentier.

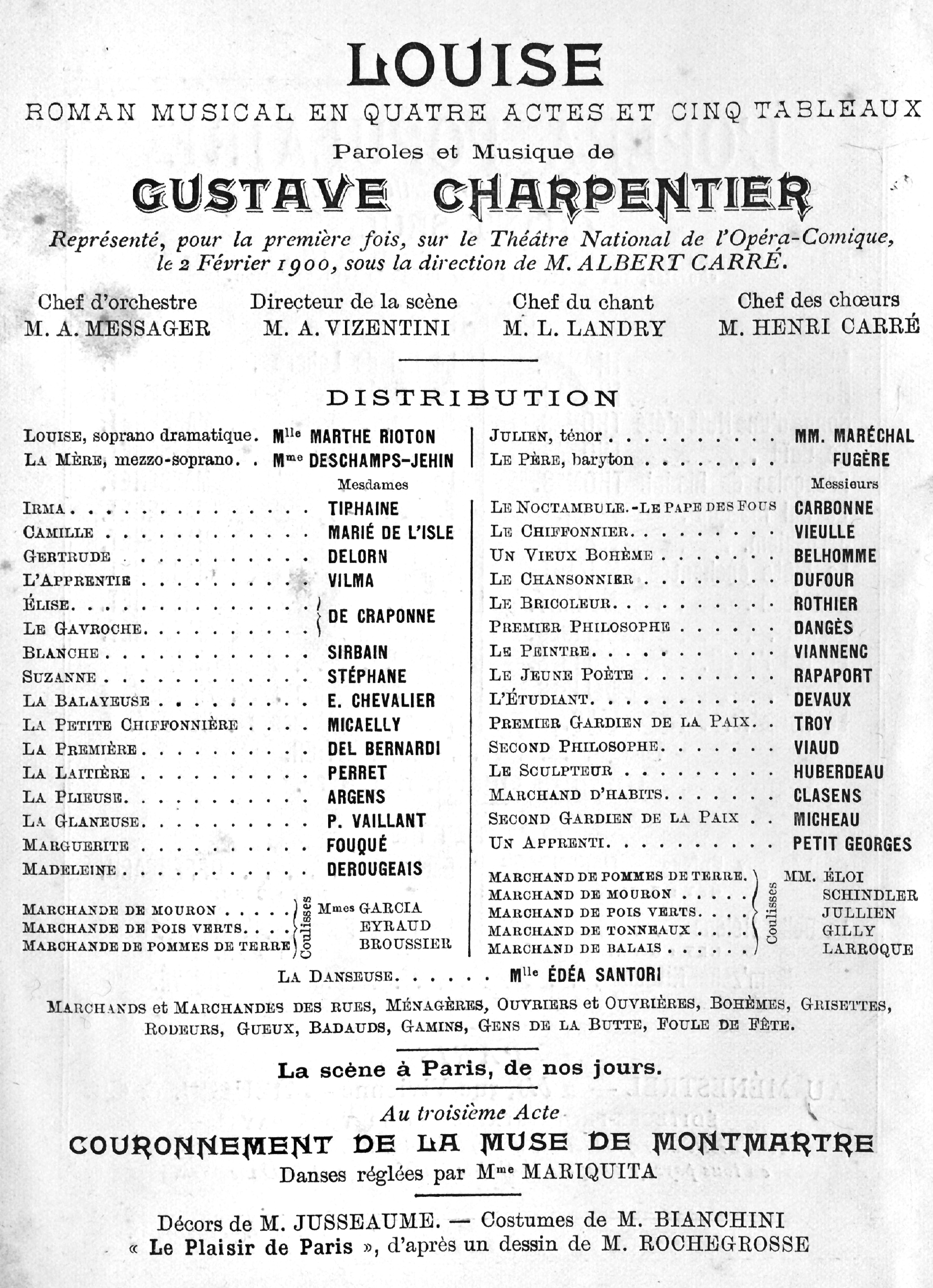
Affiche du programme de la création.

L'opéra, jugé scandaleux car il met en scène de manière trop crue pour l'époque le désir féminin et la révolte contre l'autorité parentale, est refusé pour création par divers directeurs d'opéras. Ce n'est qu'en 1900 qu'Albert Carré récemment nommé directeur de l'Opéra-Comique accepte de le représenter. Louise est créé le 2 février 1900 à la salle Favart dans le cadre de l'Exposition universelle. Marthe Rioton est la première Louise et la mise en scène est assurée par Albert Carré lui-même. La création remporte un extraordinaire triomphe qui ne s'est pas démenti, restant au répertoire jusque dans les années 1960. En 1956, l'Opéra Comique fêta la millième représentation de Louise. L'œuvre est donnée à l'Opéra-Comique jusqu'en 1967. Elle fut donnée peu de temps après sa création sur de nombreuses scènes internationales.  
Louise, moins prisé qu'autrefois, n'a pas disparu du répertoire, l'œuvre apparaît régulièrement sur les scènes françaises notamment à Nantes puis par deux fois à Nancy à l'Opéra national du Rhin dans les années 70 et reste très populaire aux États-Unis. En 1976, Georges Prêtre dirige l'Orchestre Philharmonia, Ileana Cotrubaș (Louise), Plácido Domingo (Julien) et Gabriel Bacquier (le père) pour un enregistrement sorti chez Sony. En 1977 dans l'enregistrement d'EMI, ce sont  Beverly Sills (Louise) ; Nicolai Gedda (Julien) ; et José van Dam (le Père) qui chantent sous la direction de Julius Rudel avec l'orchestre et les chœurs de l'Opéra de Paris. 
Louise a été repris en 2007 à l'Opéra de Paris avec Mireille Delunsch dans le rôle-titre et José van Dam dans celui du père, mise en scène d'André Engel, décors de Nicky Rieti, direction musicale Sylvain Cambreling, ainsi que la Maîtrise des Hauts-de-Seine, chœur d'enfants de l'opéra National de Paris.
Son air le plus célèbre, Depuis le jour où je me suis donnée, toute fleurie semble ma destinée, a été interprété par les plus grands sopranos :  Mirella Freni, Maria Callas, Leontyne Price ou plus récemment Kathleen Battle, Anna Netrebko, Nadine Sierra et Elsa Dreisig. Abel Gance adapte l'opéra dans son film Louise (1939) avec Grace Moore, Georges Thill et André Pernet. La première émission radiophonique de l'ouvrage eut lieu le mardi 8 janvier 1929 à 20h15 sur les ondes de Radio-Paris. Il est alors joué une version raccourcie de l'opéra, avec seulement trois actes.

## Description
Louise est, selon son auteur, un « roman musical » en quatre actes et cinq tableaux, sur un livret du compositeur écrit en français. Il s'agit du premier opéra adoptant le style philosophique et esthétique naturaliste. L'œuvre est en prose à une époque où l'on écrit souvent en vers. Très proche des romans naturalistes d'Émile Zola, que le compositeur admire, l’œuvre témoigne de l'influence des idées socialistes et entremêle la vie du peuple ouvrier de Paris en scènes très réalistes aux histoires sentimentales et romantiques entre Louise et Julien que tout sépare.

### Résumé
L'opéra narre en effet l'amour de Louise, jeune couturière, pour un jeune poète de la « bohème », Julien, qui habite dans la maison d'en face. Les parents s'opposent de toutes leurs forces à leur mariage, Louise partagée entre son désir amoureux et le souci de ne pas causer de chagrin à ses parents finit par fuir le domicile familial et trouve auprès de son amant un bonheur qu'elle célèbre dans l'air du début de l'acte III : Depuis le jour où je me suis donnée, toute fleurie semble ma destinée.... Louise est couronnée « reine de la Bohème » au cours d'une fête dite « le couronnement de la muse » qui est brutalement interrompue par l'arrivée de la mère qui apprend à sa fille que le père est gravement malade et qu'il a besoin de la revoir. Louise accepte de retourner chez ses parents. Le père empli  d'une immense nostalgie chante la berceuse qu'il chantait jadis à sa fille chérie, c'est un passage bouleversant, le sommet de l'œuvre et un des sommets de l'art lyrique. Le père qui s'obstine toujours à refuser d'affranchir sa fille et cette dernière s'affrontent violemment, le père excédé chasse Louise et c'est sur la vision de cet homme brisé que tombe le rideau final.

## Analyse critique
Un des acteurs essentiels de ce roman musical est la ville de Paris, assimilée à la liberté et à la joie de vivre dans une sorte de grande fête permanente et d'ivresse cosmique; jamais dans un opéra une ville a été à ce point exaltée. Gustave Charpentier donne libre cours à l'amour fou qu'il éprouvait pour la Ville-Lumière; il la peuple de personnages pittoresques, le pape des fous, Irma, le noctambule, des colporteurs, sans oublier les petits métiers, et les marchands ambulants qui égrènent leurs cantilènes.  
La partition se présente comme une vaste symphonie avec voix, avec de somptueux interludes, ce qui annonce l'orientation future de l'opéra français. On décèle dans la partition une influence wagnérienne qui n'est pas prédominante au niveau des motifs répétés, l'orchestration très colorée est d'une prodigieuse richesse et l'œuvre est d'une incontestable originalité. Le chant est quant à lui davantage déclamé, dans la ligné de Jules Massenet.  
Le livret n'est pas sans défauts. Certes, l'action, dans sa simplicité, est bien construite, les personnages bien typés, leur psychologie plausible porte le spectateur à l'empathie, mais le texte souffre d'un style lourd, emphatique, déclamatoire et de certaines boursouflures.